# Askidiosperma rugosum
Askidiosperma rugosum là một loài thực vật có hoa trong họ Restionaceae. Loài này được E.Esterhuysen mô tả khoa học đầu tiên năm 1985.